# Добронравова Олена Борисівна
Олена Борисівна Добронравова (рос. Елена Борисовна Добронра́вова; 21 липня 1932, Москва, РРФСР, СРСР — 24 січня 1999, Москва, Росія) — радянська і російська акторка театру, кіно та телебачення. Заслужена артистка РРФСР (1968). Лауреат Канського кінофестивалю 1955 року в номінації «Найкращий акторський ансамбль» за фільм «Велика родина».

## Життєпис
Народилась в родині артистів МХАТа Бориса Добронравова (1896—1949) і Марії Добронравової (1900—1964). Драматичною актрисою була також тітка — Єлизавета Алексеєва.
У 1950 році, після закінчення школи з золотою медаллю, вступила до Школи-студії імені Вл. І. Немировича-Данченка при МХАТі, де провчилася два роки (1950—1952), а потім перейшла до Театрального училища імені Б. В. Щукіна при Вахтангівському театрі, яке закінчила у 1954 році (педагог А. О. Орочко).
У 1954 році, по закінченні театрального училища ім. Щукіна, була прийнята в Державний академічний театр імені Є. Вахтангова, де працювала до кінця життя. 
Знімалась в кіно, зокрема у низці українських кінострічок.
Похована на Новодівичому кладовищі (ділянка № 2) поряд з батьками.

## Ролі у театрі
(російською)
- 1952 — «Два веронца» Шекспира — Урсула
- 1954 — «Человек с ружьём» Н. Ф. Погодина — Катерина
- 1956 — «Фома Гордеев» М. Горького — Саша
- 1957 — «Город на заре» А. Н. Арбузова — Хор
- 1958 — «Гамлет» Шекспира — Офелия
- 1962 — «Живой труп», Л. Н. Толстого — Саша
- 1963 — «Принцесса Турандот», возобновление. Режиссёр: Р. Н. Симонов — Рабыня
- 1965 — «Насмешливое моё счастье» Л. А. Малюгина — Ольга Леонардовна Книппер-Чехова
- 1968 — «Дети солнца» М. Горького — Елена Николаевна
- 1971 — «Антоний и Клеопатра» Шекспира — Октавия, сестра Цезаря и жена Антония
- 1976 — «Лето в Ноане» Я. Ивашкевича. Режиссёр: Аугуст Ковальчик — мадемуазель де Розьер
- 1980 — «Великая магия» Эдуардо де Филиппо. Режиссёр: Алексей Кузнецов — Роза
- 1983 — «Анна Каренина» по роману Л. Н. Толстого — княгиня Бетси Тверская

Також серед ролей: «Господа Глембаи» — баронесса Шарлотта Кастелли-Глембай, «После разлуки» — Антонина, «Иркутская история» — вторая любовь Сердюка, «Коронация» — Нина

## Ролі у кіно
- 1954 — Велика родина —  Катя Травникова
- 1956 — 300 років тому… (Кіностудія ім. О. Довженка) —  Соломія
- 1958 — Місто запалює вогні —  Валя Острогорська
- 1959 — Золотий ешелон —  Надя
- 1962 — Завтрашні турботи —  Агнія
- 1965 — Робітниче селище — Фрося Мехотньова
- 1966 — Їх знали тільки в обличчя (Кіностудія ім. О. Довженка) —  Вільма Мартінеллі
- 1966 — Я родом з дитинства — епізод (немає в титрах)
- 1967 — Кур'єр Кремля (телеспектакль)  —  Марія Олександрівна Шапоріна
- 1968 —  Портрет Доріана Грея —  герцогиня
- 1968 —  Щит і меч Фільм 1-й «Без права бути собою» —  глухоніма з собачкою
- 1969 — Звинувачуються у вбивстві —  мати Васіна
- 1969 — Повість про чекіста (Одеська кіностудія) —  Ніна Савіна, шкільна подруга Крафта
- 1970 — Місія в Кабулі —  місіс Флетчер-Жданович Олена
- 1972 — Командир щасливої «Щуки» —  Світлана Іванівна Веденина, головний інженер плавбази
- 1974 — Москва, любов моя —  Олена Миколаївна
- 1975 — Насмішкувате моє щастя (телеспектакль) —  Ольга Леонардівна Кніппер-Чехова
- 1976 — Тут мій причал — Ганна Сергіївна
- 1978 — Літо в Ноані (телеспектакль) —  мадемуазель де Розьер
- 1979 — Цей фантастичний світ. Випуск 2 («Янки при дворі короля Артура», фільм-спектакль) —  королева
- 1980 — Антоній і Клеопатра (телеспектакль)  —  Октавія, сестра Цезаря і дружина Антонія
- 1980 — Велика магія (телеспектакль)  —  Роза
- 1980 — Мелодія на два голоси —  працівниця РАГСу
- 1980 — Тегеран-43 —  секретар Легрена